# Артур Пенн
Артур Пенн (англ. Arthur Hiller Penn; *27 вересня 1922, Філадельфія — †28 вересня 2010, Нью-Йорк) — американський режисер, актор, продюсер, сценарист і громадський діяч. Найвідомішою його роботою стала картина «Бонні і Клайд» 1967 року.
Артур був молодшим братом відомого фотографа Ірвінга Пенна.

## Життєпис
Артур Пенн народився у Філадельфії (США). Навчався в Італії, в університетах Перуджі та Флоренції, а також у Акторській студії в Лос-Анджелесі, навчався майстерності у Михайла Чехова. Сценічним мистецтвом Пенн захопився ще в школі, під час Другої світової війни був режисером одного з армійських театрів, а після закінчення війни вступив до коледжу «Блек-Маунтайн» в Північній Кароліні.
У 1951 році Пенн був запрошений працювати на телепрограмі «Colgate Comedy Hour», а пізніше узятий на посаду режисера в драматичний серіал «Gulf Playhouse: First Person». Всі 1950-ті Артур Пенн продовжував працювати на телебаченні.
У 1958 році він поставив власну постановку на Бродвеї Two for the Seesaw і зняв свій перший фільм «Зброя для лівші». Байдуже прийнятий у США, фільм отримує Гран-прі Брюссельського кінофестивалю. Наступний його фільм, «Створивши диво» (1962), приніс Артуру Пенну «Оскар» за найкращу жіночу роль Енн Бенкрофт і за найкращу жіночу роль другого плану Петті Дюк.
Етапним для режисера став фільм «Погоня» з Марлоном Брандо, а гангстерська балада «Бонні і Клайд» зробила Артура Пенна новою зіркою американського і світового кінематографа. Картина розповідала про відомих грабіжників часів Великої депресії Клайда Барроу і Бонні Паркер. Клайда зіграв Воррен Бітті, а роль Бонні виконала Фей Данавей. Картина була удостоєна двох «Оскарів» і здобула культовий статус, а також істотно вплинула на розвиток американського кінематографу.
Не залишилися обійдені глядацьким успіхом і такі його фільми, як «Ресторан Аліси» (про життя гіпі, третя номінація на Оскар), «Маленький великий чоловік» з Дастіном Гоффманом, «Завороти Міссурі» з Марлоном Брандо і Джеком Ніколсоном.
Пенн також був добре відомий і як театральний режисер. У 1960 році він був удостоєний статуетки «Тоні» за постановку «The Miracle Worker». Останньою його роботою стала п'єса «Fortune's Fool» за твором Івана Сергійовича Тургенєва «Нахлібник», поставлена в 2002 році. П'єса отримала чотири премії «Тоні» і була номінована на нагороду за найкращу постановку року.
Артур Пенн також був відомий як людина, яка зіграла роль в успіху Джона Кеннеді на президентських виборах. У 1960 він був радником кандидата Джона Кеннеді на виборах і готував його до переможних теледебатах з Річардом Ніксоном.

## Фільмографія

### Акторські роботи
- Голий у Нью-Йорку — 1994 (Драма)

### Режисерські роботи
- Міккі один — 1965
- Погоня — 1965 (Драма)
- 1967 : «Бонні і Клайд» / (Bonnie and Clyde )
- Маленький велика людина — 1970 (Вестерн)
- Завороти Міссурі — 1976
- Четверо друзів — 1981
- Мішень — 1985
- Смерть взимку — 1987 (Триллер)
- Пенн і Теллер вбиті — 1989 (Комедія)

### Продюсував фільми
- Міккі один — 1965
- Пенн і Теллер вбиті — 1989 (Комедія)